# Candyman (Da Boy Tommy)
Candyman is een single uit 2000 van de Belgische dj Da Boy Tommy. Het was de tweede single van Da Boy Tommy en behaalde, net zoals zijn eerste single, de nummer 1-positie in de Vlaamse Ultratop 50.
Candyman is een jumpstylenummer en was de tweede single van Da Boy Tommy, na Halloween, dat was uitgebracht in de herfst van 1999 en nummer 1 was geworden in de Ultratop 50. Halloween was al een hit voor de dj, maar Candyman verkocht nog beter. Het nummer put muzikaal inspiratie uit Tubular Bells (Part One) van Mike Oldfield.
Het nummer kwam in maart 2000 op plaats 4 binnen in de Vlaamse Ultratop 50 en schoof de week erna meteen door naar de eerste plaats, waar het vier weken bleef staan. In totaal stond het nummer 15 weken in de Ultratop 50. Het was een van de tien meest verkochte singles van 2000 in Vlaanderen.
| Candyman in de Vlaamse Ultratop 50 - binnen: 11 maart 2000 | Candyman in de Vlaamse Ultratop 50 - binnen: 11 maart 2000 | Candyman in de Vlaamse Ultratop 50 - binnen: 11 maart 2000 | Candyman in de Vlaamse Ultratop 50 - binnen: 11 maart 2000 | Candyman in de Vlaamse Ultratop 50 - binnen: 11 maart 2000 | Candyman in de Vlaamse Ultratop 50 - binnen: 11 maart 2000 | Candyman in de Vlaamse Ultratop 50 - binnen: 11 maart 2000 | Candyman in de Vlaamse Ultratop 50 - binnen: 11 maart 2000 | Candyman in de Vlaamse Ultratop 50 - binnen: 11 maart 2000 | Candyman in de Vlaamse Ultratop 50 - binnen: 11 maart 2000 | Candyman in de Vlaamse Ultratop 50 - binnen: 11 maart 2000 | Candyman in de Vlaamse Ultratop 50 - binnen: 11 maart 2000 | Candyman in de Vlaamse Ultratop 50 - binnen: 11 maart 2000 | Candyman in de Vlaamse Ultratop 50 - binnen: 11 maart 2000 | Candyman in de Vlaamse Ultratop 50 - binnen: 11 maart 2000 | Candyman in de Vlaamse Ultratop 50 - binnen: 11 maart 2000 | Candyman in de Vlaamse Ultratop 50 - binnen: 11 maart 2000 |
| Week                                                       | 1                                                          | 2                                                          | 3                                                          | 4                                                          | 5                                                          | 6                                                          | 7                                                          | 8                                                          | 9                                                          | 10                                                         | 11                                                         | 12                                                         | 13                                                         | 14                                                         | 15                                                         |                                                            |
| ---------------------------------------------------------- | ---------------------------------------------------------- | ---------------------------------------------------------- | ---------------------------------------------------------- | ---------------------------------------------------------- | ---------------------------------------------------------- | ---------------------------------------------------------- | ---------------------------------------------------------- | ---------------------------------------------------------- | ---------------------------------------------------------- | ---------------------------------------------------------- | ---------------------------------------------------------- | ---------------------------------------------------------- | ---------------------------------------------------------- | ---------------------------------------------------------- | ---------------------------------------------------------- | ---------------------------------------------------------- |
| Nummer                                                     | 4                                                          | 1                                                          | 1                                                          | 1                                                          | 1                                                          | 3                                                          | 3                                                          | 3                                                          | 6                                                          | 10                                                         | 14                                                         | 20                                                         | 29                                                         | 35                                                         | 46                                                         | uit                                                        |

| Candyman in de Nederlandse Mega Top 100 - binnen: 15 april 2000 | Candyman in de Nederlandse Mega Top 100 - binnen: 15 april 2000 | Candyman in de Nederlandse Mega Top 100 - binnen: 15 april 2000 | Candyman in de Nederlandse Mega Top 100 - binnen: 15 april 2000 | Candyman in de Nederlandse Mega Top 100 - binnen: 15 april 2000 | Candyman in de Nederlandse Mega Top 100 - binnen: 15 april 2000 | Candyman in de Nederlandse Mega Top 100 - binnen: 15 april 2000 | Candyman in de Nederlandse Mega Top 100 - binnen: 15 april 2000 | Candyman in de Nederlandse Mega Top 100 - binnen: 15 april 2000 | Candyman in de Nederlandse Mega Top 100 - binnen: 15 april 2000 | Candyman in de Nederlandse Mega Top 100 - binnen: 15 april 2000 |
| Week                                                            | 1                                                               | 2                                                               | 3                                                               | 4                                                               | 5                                                               | 6                                                               | 7                                                               | 8                                                               | 9                                                               |                                                                 |
| --------------------------------------------------------------- | --------------------------------------------------------------- | --------------------------------------------------------------- | --------------------------------------------------------------- | --------------------------------------------------------------- | --------------------------------------------------------------- | --------------------------------------------------------------- | --------------------------------------------------------------- | --------------------------------------------------------------- | --------------------------------------------------------------- | --------------------------------------------------------------- |
| Nummer                                                          | 75                                                              | 66                                                              | 56                                                              | 53                                                              | 45                                                              | 52                                                              | 60                                                              | 70                                                              | 89                                                              | uit                                                             |